# Andrés Zafra
Pas d'image ? Cliquez ici

a Compétitions nationales et continentales officielles uniquement.

Dernière mise à jour le 7 février 2024.
Andrés Zafra, né le 26 mars 1996 en Colombie, est un joueur de rugby à XV colombien évoluant au poste de deuxième ligne ou troisième ligne aile.

## Carrière

### En club
Andrés Zafra commence le rugby à l'âge de quinze ans dans la ville de Cúcuta, avec le club des Carboneros,. Il joue également avec l'équipe de Colombie des moins de 19 ans en 2014, lors du tournoi sud-américain, dont il est élu meilleur joueur. Grâce à son gabarit et à ses qualités techniques, il fait rapidement parler de lui. En 2015, Mauricio Reggiardo, alors entraîneur du SC Albi en Pro D2, essaye de le faire venir en France, mais sans succès en raison de problèmes administratifs. Finalement, c'est à l'occasion de la visite de l’association Rugby French Flair auprès des jeunes joueurs de Cúcuta en 2016, qu'il tape dans l’œil de l'ancien international français Cédric Desbrosse. Ce dernier le convainc de rejoindre la France et le club du SO Givors qu'il entraîne, et qui évolue en Fédérale 3,.
Il arrive en France au cours de l'hiver 2016, et joue quelques matchs avec Givors lors de la deuxième moitié de saison. Il devient alors le premier joueur colombien à évoluer en France. Parallèlement, il apprend le français en trois mois et obtient son DUT "Génie Industriel et Maintenance" à l'IUT Lyon 1.
Au terme de la saison, il rejoint le centre de formation du club voisin du Lyon OU, qui évolue en Top 14 . Tout en jouant principalement en Espoir, il fait sa première apparition professionnelle le 18 décembre 2016 en Challenge européen contre Newcastle,. Il fait également ses débuts en Top 14 en tant que remplaçant, à l'occasion d'un match contre le FC Grenoble lors de la dernière journée de la saison 2016-2017,. La saison suivante, il ne joue pas le moindre match professionnel et doit se contenter de jouer en Espoir.
En manque de temps de jeu, il est prêté au SU Agen pour la saison 2018-2019, où il retrouve Mauricio Reggiardo. Il s'intègre alors rapidement au projet agenais, et connait sa première titularisation en Top 14 le 8 septembre 2018 lors d'un déplacement au Racing 92. Il marque son premier essai quelques mois plus tard, lors du déplacement victorieux chez le Castres olympique, alors champion de France en titre,. En février 2019, il est annoncé que son prêt est prolongé d'une saison supplémentaire. Au terme de sa seconde saison à Agen, il quitte officiellement Lyon et signe un contrat de deux saisons avec le SUA.
En 2021, après la relégation d'Agen en Pro D2, il décide de rester en Top 14, signant un contrat de trois saisons avec le CA Brive.
Le 8 février 2023, il obtient la nationalité française, après une cérémonie à la préfecture de Brive.
Moins utilisé par Brive lors de la saison 2022-2023, il est libéré de sa dernière année de contrat, et rejoint dans la foulée le club de Provence Rugby en Pro D2, où il est réuni une nouvelle fois avec Mauricio Reggiardo,.

## Palmarès
- Néant